# Nậm Chua
Nậm Chua là một xã thuộc huyện Nậm Pồ, tỉnh Điện Biên, Việt Nam.

## Địa lý
Xã Nậm Chua có vị trí địa lý:
- Phía đông giáp xã Nà Hỳ
- Phía tây giáp xã Nà Bủng và xã Nậm Nhừ
- Phía nam giáp xã Nà Bủng và xã Vàng Đán
- Phía bắc giáp xã Nà Khoa.

Xã Nậm Chua có diện tích 68,75 km², dân số năm 2022 là 2.782 người, mật độ dân số đạt 40 người/km².

## Hành chính
Xã Nậm Chua được chia thành 7 bản: Huổi Cơ Mông, Nậm Chua 2, Nậm Chua 4, Nậm Chua 5, Nậm Ngà 1, Nậm Ngà 2, Phiêng Ngúa.

## Lịch sử
Ngày 25 tháng 8 năm 2012, Chính phủ ban hành Nghị quyết số 45/NQ-CP về việc:
- Thành lập xã Nậm Chua thuộc huyện Mường Nhé trên cơ sở điều chỉnh 6.906,17 ha diện tích tự nhiên và 2.061 nhân khẩu của xã Nà Hỳ.
- Chuyển xã Nậm Chua thuộc huyện Mường Nhé về huyện Nậm Pồ mới thành lập quản lý.